# 杨正午
杨正午（1941年1月—），湖南龙山人，土家族，中国政府官员。自从政以来一直在湖南工作，1995年接替晋升李鹏内阁国内贸易部部长的陈邦柱，任湖南省长，1998年晋升省委书记，次年兼任省人大常委会主任，2005年12月由于年龄原因不再担任湖南省委书记，改任全国人大财经委员会副主任委员，最后出任第十一届全国人大常委会委员。
中共第十二届中央候补委员、中央委員（1985年中国共产党全国代表会议增選），第十三至十六届中央委员。

## 生平
- 大专学历。1960年8月参加工作。
- 1960年8月－1970年5月任湖南省龙山县教员，公社团干部，龙山县革委会政工组、党委办公室干事、副主任
- 1969年8月加入中国共产党。
- 1970年6月－1977年12月任湖南省龙山县革委会副主任，中共龙山县委副书记
- 1978年1月－1978年10月任中共湖南省龙山县委书记
- 1978年11月－1981年6月任中共湖南省湘西土家族苗族自治州州委常委、中共湖南省龙山县委书记
- 1981年7月－1983年5月任中共湖南省湘西土家族苗族自治州委常委、副州长
- 1983年6月－1985年5月任中共湖南省湘西土家族苗族自治州委书记
- 1985年6月－1990年2月任中共湖南省委常委、中共湖南省湘西土家族苗族自治州委书记
- 1990年3月起任第六届中共湖南省委副书记
- 1995年1月在湖南省人大第八届常委会第十三次会议上被任命为湖南省副省长、代省长
- 1995年2月在湖南省人大第八届三次全体会议上被补选为湖南省省长
- 1995年10月－1998年9月任中共湖南省委副书记
- 1998年1月－1998年10月任湖南省省长
- 1998年9月－2005年12月任中共湖南省委书记
- 1999年2月在湖南省九届人大二次会议上当选为第九届湖南省人大常委会主任
- 2003年1月在湖南省第十届人民代表大会第一次会议上当选为湖南省人大常委会主任
- 2005年12月至2008年3月任十届全国人大财经委员会副主任委员